# 1722
Évszázadok: 17. század – 18. század – 19. század
Évtizedek: 1670-es évek – 1680-as évek – 1690-es évek – 1700-as évek – 1710-es évek – 1720-as évek – 1730-as évek – 1740-es évek – 1750-es évek – 1760-as évek – 1770-es évek
Évek: 1717 – 1718 – 1719 – 1720 –  1721 – 1722 – 1723 – 1724 – 1725 – 1726 – 1727

## Események

### Határozott dátumú események
- június 18. – I. (Nagy) Péter orosz cár hadat üzen Perzsiának
- október 25. – A reimsi katedrálisban Franciaország és Navarra királyává koronázzák a 12 esztendős XV. Lajost.[1]

### Határozatlan dátumú események
- az év folyamán – A selmeci bányák vizének kiszivattyúzására üzembe helyezik az első – 100 lóerős – magyarországi gőzgépet, amely egyúttal az európai kontinensen is az első, üzemszerűen működő gőzszivattyú volt.[2]

## Az év témái

### 1722 az irodalomban
- Dimitrie Cantemir befejezi a románok eredetét és történelmét tárgyaló művét (Hronicul vechimei a romano-moldo-vlahilor).[3]
- Megjelenik Daniel Defoe Moll Flanders örömei és viszontagságai című regénye.[4]

## Születések
- január 28. – Johann Ernst Bach, német zeneszerző († 1777)
- július 25. – Fellner Jakab, építész († 1780)
- november 15. – Deccard János Vilmos, orvos, költő († 1778)
- december 1. – Anna Louisa Karsch német költőnő († 1791)

## Halálozások
- március 11. – John Toland, angol materialista filozófus, szabadgondolkodó és író (* 1670)
- június 16. – John Churchill, Marlborough első hercege, a Térdszalagrend lovagja, királyi titkos tanácsos, a brit hadsereg főparancsnoka a spanyol örökösödési háborúban (* 1650)
- augusztus 8. – Esterházy Antal, gróf, kuruc tábornagy (* 1676)